# Larry Bagnell
Lawrence (Larry) Bagnell (né le 19 décembre 1949 à Toronto) est un homme politique canadien.

## Biographie
Il devint député à la Chambre des communes du Canada, représentant la circonscription du Yukon en 2000 sous la bannière du Parti libéral du Canada. Réélu en 2004 avec près de la moitié des voix. Sous le gouvernement de Paul Martin, il a servi à titre de secrétaire parlementaire au ministre des Ressources naturelles. Il fut de nouveau réélu lors de l'élection de 2006, augmentant à la fois le nombre total et le pourcentage des votes en sa faveur. Réélu en 2008, il fut défait par le conservateur Ryan Leef en 2011, mais il a repris son siège à l'élection fédérale du lundi 19 octobre 2015